# British Columbia Highway 7B
Der unter Mary Hill Bypass bekannte Highway 7B in British Columbia bildet eine Verbindung zwischen den Highways 1 und 7. Sie ist auf der gesamten Strecke vierspurig ausgebaut. Im Rahmen des Ausbauprogramms North Fraser Perimeter Road soll die Route weiter ausgebaut werden. Der Highway beginnt am Trans-Canada Highway in Coquitlam und verläuft entlang des Nordufers des Pitt Rivers. Nach 9 km mündet die Route dann in Highway 7. Abschnitte des Highways sind als sogenannte Core Route, Bestandteil des kanadischen National Highway System.